# Mathias Kristensen (fodboldspiller, født 1997)
 For alternative betydninger, se Mathias Kristensen. (Se også artikler, som begynder med Mathias Kristensen)
Mathias Kristensen (født 21. marts 1997) er en dansk fodboldspiller, der spiller for Aalesunds FK.

## Karriere
Han forlængede den 9. november 2015 sin kontrakt med Esbjerg fB med to år gældende frem til 30. juni 2018.
Han fik sin debut i Superligaen den 6. maj 2016, da han blev skiftet ind i det 80. minut i stedet for Kevin Mensah i 2-0-nederlaget ude til SønderjyskE.
Han forlængede atter den 14. september 2017 sin kontrakt med Esbjerg fB med fire år gældende frem til 30. juni 2021.